# Ministerio de Agricultura y Comercio
El Ministerio de Agricultura y Comercio fue antiguo ministerio ejecutivo nacional de Colombia, que existió entre 1914 y 1938, el primer ministerio colombiano dedicado a la agricultura. 
Creado en 1914, entre 1924 y 1933 desapareció temporalmente para dar lugar al Ministerio de Industrias, y en 1938 desapareció finalmente, cuando se fusionó con este último para conformar el Ministerio de Economía Nacional.  

## Historia
Los asuntos agrícolas fueron tenidos en cuenta en el gobierno desde 1828, durante la Administración de Simón Bolívar, quien los asignó a la Secretaría del Interior; en 1845, durante la presidencia de Tomás Cipriano de Mosquera, pasaron a estar bajo tutela de la Secretaría de Relaciones Exteriores y en 1880, durante la presidencia de Julián Trujillo pasaron a estar bajo responsabilidad de la Secretaría de Fomento y Obras Públicas. En 1894, cuando la cartera de Fomento fue suprimida, los funciones de la Agricultura pasaron al Ministerio de Hacienda.
Como resultado de la presión de los agricultores, que, agrupados en la Sociedad de Agricultores de Colombia, realizaron en 1911 el Primer Congreso Nacional Agrario, debido a la poca atención que el Gobierno prestaba a la plaga de langostas que estaba azotando a los cultivos del país, el caudillo liberal Rafael Uribe Uribe presentó al Congreso de la República un proyecto de ley para crear el Ministerio de Agricultura y Comercio; aunque el proyecto triunfó en el Senado, fue rechazado en la Cámara de Representantes.
En 1913 Uribe Uribe retomó el proyecto, que fue aprobado por el Congreso mediante la ley 25 del 8 de octubre de ese año, dividiendo al despacho ejecutivo en ocho ministerios, creando el Ministerio de Agricultura y Comercio, y lo agregó a los 7 ya existentes. Sin embargo, la ley solo comenzaría su vigencia el 7 de agosto de 1914. El primer ministro de la recién creada cartera fue Jorge Enrique Delgado Uribe, y en el orden de precedencia de la sucesión presidencial el nuevo ministerio quedó de antepenúltimo.
A partir de ese momento se constituyó como la primera autoridad gubernamental para el fomento y la producción industrial y comercial del país y también adquirió múltiples funciones como autoridad bancaria del país. Como resultado de esto, en 1924 se creó el Banco Agrícola Hipotecario. Sin embargo, el mismo año, el Ministerio fue suprimido por el presidente Pedro Nel Ospina y reemplazado por el Ministerio de Industrias.
El Ministerio de Agricultura y Comercio fue restablecido mediante la Ley 100, sin embargo, debido a la guerra contra Perú, no fue sino hasta 1933 cuando volvió a operar y un nuevo ministro solo fue nombrado hasta 1934. A partir de entonces el Ministerio de Industrias pasó a llamarse Ministerio de Industrias y Trabajo.
El Ministerio de Agricultura y Comercio desapareció en 1938, cuando fue fusionado con el Ministerio de Industrias y Trabajo para conformar el Ministerio de Economía Nacional.

## Listado de Ministros de Agricultura y Comercio
La siguiente es la lista de ministros que ocuparon la cartera:
| N°                                                       | Ministro                                                 | Inicio                                                   | Final                                                    | Presidente              | Ref.  |
| -------------------------------------------------------- | -------------------------------------------------------- | -------------------------------------------------------- | -------------------------------------------------------- | ----------------------- | ----- |
| 1°                                                       | Jorge Enrique Delgado                                    | 7 de agosto de 1914                                      | 15 de septiembre de 1915                                 | José Vicente Concha     | [ 3 ] |
| 2°                                                       | Benjamín Herrera                                         | 15 de septiembre de 1915                                 | 17 de julio de 1916                                      | José Vicente Concha     | [ 3 ] |
| 3°                                                       | Luis Montoya Santamaría                                  | 17 de julio de 1916                                      | 7 de agosto de 1918                                      | José Vicente Concha     | [ 3 ] |
| 4°                                                       | Simón Araújo                                             | 7 de agosto de 1918                                      | 21 de noviembre de 1918                                  | Marco Fidel Suárez      | [ 4 ] |
| -                                                        | Francisco José de Toro (e)                               | 23 de noviembre de 1918                                  | 14 de diciembre de 1918                                  | Marco Fidel Suárez      | [ 4 ] |
| 5°                                                       | Esteban Jaramillo                                        | 14 de diciembre de 1918                                  | 16 de marzo de 1919                                      | Marco Fidel Suárez      | [ 4 ] |
| 6°                                                       | Jesús del Corral                                         | 16 de marzo de 1919                                      | 10 de noviembre de 1921                                  | Marco Fidel Suárez      | [ 4 ] |
| 7°                                                       | Enrique Olaya Herrera                                    | 11 de noviembre de 1921                                  | 28 de noviembre de 1921                                  | Jorge Holguín Mallarino | [ 5 ] |
| 8°                                                       | Lucas Caballero                                          | 28 de noviembre de 1921                                  | 27 de diciembre de 1921                                  | Jorge Holguín Mallarino | [ 5 ] |
| 9°                                                       | Ignacio Moreno                                           | 27 de diciembre de 1921                                  | 7 de agosto de 1922                                      | Jorge Holguín Mallarino | [ 5 ] |
| 10°                                                      | Antonio Paredes                                          | 7 de agosto de 1922                                      | 31 de diciembre de 1923                                  | Pedro Nel Ospina        | [ 6 ] |
| Ministerio abolido (Vigente el Ministerio de Industrias) | Ministerio abolido (Vigente el Ministerio de Industrias) | Ministerio abolido (Vigente el Ministerio de Industrias) | Ministerio abolido (Vigente el Ministerio de Industrias) | Pedro Nel Ospina        | [ 6 ] |
| Ministerio abolido (Vigente el Ministerio de Industrias) | Ministerio abolido (Vigente el Ministerio de Industrias) | Ministerio abolido (Vigente el Ministerio de Industrias) | Ministerio abolido (Vigente el Ministerio de Industrias) | Miguel Abadía           | [ 2 ] |
| Ministerio abolido (Vigente el Ministerio de Industrias) | Ministerio abolido (Vigente el Ministerio de Industrias) | Ministerio abolido (Vigente el Ministerio de Industrias) | Ministerio abolido (Vigente el Ministerio de Industrias) | Enrique Olaya Herrera   | [ 7 ] |
| 11°                                                      | Sinforoso Ocampo                                         | 29 de mayo de 1934                                       | 7 de agosto de 1934                                      | Enrique Olaya Herrera   | [ 7 ] |
| 12°                                                      | Marco A. Aulí                                            | 7 de agosto de 1934                                      | 13 de agosto de 1934                                     | Alfonso López Pumarejo  | [ 8 ] |
| 13°                                                      | Jorge Soto Del Corral                                    | 13 de agosto de 1934                                     | 27 de diciembre de 1934                                  | Alfonso López Pumarejo  | [ 8 ] |
| 14°                                                      | Jorge Gartner de la Cuesta                               | 27 de diciembre de 1934                                  | 4 de enero de 1935                                       | Alfonso López Pumarejo  | [ 8 ] |
| 15°                                                      | Cristóbal Bossa                                          | 4 de enero de 1935                                       | 15 de abril de 1935                                      | Alfonso López Pumarejo  | [ 8 ] |
| 16°                                                      | Bernardo Mora                                            | 15 de abril de 1935                                      | 17 de abril de 1935                                      | Alfonso López Pumarejo  | [ 8 ] |
| 17°                                                      | Guillermo Londoño Mejía                                  | 17 de abril de 1935                                      | 24 de septiembre de 1935                                 | Alfonso López Pumarejo  | [ 8 ] |
| 18°                                                      | Francisco Rodríguez Moya                                 | 24 de septiembre de 1935                                 | 9 de noviembre de 1936                                   | Alfonso López Pumarejo  | [ 8 ] |
| 19°                                                      | Manuel José Vargas                                       | 9 de noviembre de 1936                                   | 24 de mayo de 1937                                       | Alfonso López Pumarejo  | [ 8 ] |
| 20°                                                      | Gonzalo Restrepo Gutiérrez                               | 24 de mayo de 1937                                       | 4 de junio de 1937                                       | Alfonso López Pumarejo  | [ 8 ] |
| 21°                                                      | León Cruz Santos                                         | 4 de junio de 1937                                       | 21 de agosto de 1937                                     | Alfonso López Pumarejo  | [ 8 ] |
| 22°                                                      | Nicolás Llinás Vega                                      | 21 de agosto de 1937                                     | 2 de abril de 1938                                       | Alfonso López Pumarejo  | [ 8 ] |
| 23°                                                      | Marco Aurelio Arango Arango                              | 2 de abril de 1938                                       | 7 de agosto de 1938                                      | Alfonso López Pumarejo  | [ 8 ] |

#### Ministros encargados
| Nombre                     | Inicio               | Fin                  | Presidente              | Causa                | Ref.  |
| -------------------------- | -------------------- | -------------------- | ----------------------- | -------------------- | ----- |
| Clodomiro Forero Vargas    | 10 de abril de 1922  |                      | Jorge Holguín Mallarino | Comisión del titular | [ 5 ] |
| Marco A. Aulí              | 14 de agosto de 1935 | 29 de agosto de 1934 | Alfonso López Pumarejo  | Licencia al titular  | [ 8 ] |
| Gonzalo Restrepo Gutiérrez | 5 de junio de 1937   |                      | Alfonso López Pumarejo  |                      | [ 8 ] |